# Konflikt des Herzens
Konflikt des Herzens ist ein britisches Filmdrama unter Regie von Anthony Asquith aus dem Jahr 1951. In der Hauptrolle spielt Michael Redgrave einen strengen und verschlossenen Lehrer, der kurz vor dem Ende seines langjährigen Dienstes an einer Schule seine beruflichen, privaten wie menschlichen Fehler erkennen muss. Als Grundlage diente das gleichnamige, 1948 uraufgeführte Theaterstück The Browning Version von Terence Rattigan, wobei Rattigan als Drehbuchautor sein kurzes Stück für die Filmhandlung weiter ausbaute.

## Handlung
Andrew Crocker-Harris ist seit vielen Jahren Lehrer für Klassische Sprachen an einer englischen Public School. Nun wird er die Schule verlassen, denn seine Ärzte haben ihn aufgrund von Herzproblemen zu einem weniger anstrengenden Posten an einer anderen Schule geraten. Der Mann mittleren Alters ist akademisch brillant, gleichzeitig aber durch seine Strenge und Unnahbarkeit bei den Schülern allgemein unbeliebt. Diese haben ihm dem Spitznamen „Crock“ gegeben und imitieren in seiner Abwesenheit gerne sein manierliches Auftreten.
Auch bei seinen Kollegen hat er kaum Freunde; der Schulleiter Dr. Frobisher scheint insgeheim froh, ihn durch einen jüngeren Lehrer ersetzen zu können. Frobisher teilt Crocker-Harris auch mit, dass er von der Schule keine Pension erhalten könne – obwohl er nur knapp unter der Grenze für Pensionsansprüche liegt und für andere Lehrer zuvor schon Ausnahmen gemacht wurden. Der Schulleiter rät Crocker-Harris auch, beim morgigen Abschlussfest schon vor dem ebenfalls die Schule verlassenden, jungen und populären Sportlehrer Fletcher seine Abschiedsrede zu halten. Als älterer Lehrer habe Crocker-Harris zwar das Anrecht auf die letzte Rede, doch würde der Applaus für ihn dann „antiklimatisch“ ausfallen. Crocker-Harris’ Nachfolger Gilbert rutscht in einem Gespräch heraus, dass dieser bei Kollegen auch der „Himmler der fünften Klassen“ genannt werde. Gegenüber Gilbert gibt Crocker-Harris erstmals zu, im Umgang mit den stressigen fünften Klassen allmählich immer strenger, resignierter und humorloser geworden zu sein. Am Ende habe er kaum Wissen vermitteln können.
Im Privatleben ist Crocker-Harris’ kinderlose Ehe zu der deutlich jüngeren, lebhafteren Millie mittlerweile von Hass geprägt. Millie hatte sich einen spaßigen und beruflich erfolgreichen Mann gewünscht, doch Andrew konnte ihre anfänglichen Hoffnungen nie erfüllen. Es wird ersichtlich, wie seine ehelichen und beruflichen Probleme einander verstärken, so kompensierte er etwa die Lieblosigkeit seiner Ehe mit autoritärem Unterricht. Seit einigen Monaten pflegt Millie eine Affäre mit dem Chemielehrer Frank Hunter, mit dem sie sich eine Zukunft vorstellen könnte. Frank liebt sie zwar nicht und ist die Affäre nur zögerlich eingegangen, aber sie hofft darauf, dass Frank trotz Andrews Weggang die Affäre mit ihr fortsetzt.
Veränderung kommt in das Leben von Crocker-Harris, als ein Schüler namens Taplow ihm ein Abschiedsgeschenk gibt: die Übersetzung von Aischylos’ Agamemnon durch Robert Browning. Im Gegensatz zu seinen Mitschülern empfindet Taplow keinen Hass für seinen Lehrer, sondern eher Mitleid. Crocker-Harris hatte Taplow erzählt, dass er in seiner Jugend selbst an einer Übersetzung von Agamemnon gearbeitet hatte, die freier und moderner wirken sollte, er aber seit Jahren nicht mehr an dieser gesessen habe. Crocker-Harris ist von Taplows Geschenk tief gerührt und der zuvor emotionslos wirkende Herr kann seine Tränen nicht verbergen, was auch Frank Hunter mitbekommt.
Als Millie später hinzukommt, verspottet sie das Geschenk und meint, Taplow habe sich nur wegen der anstehenden Jahresendnoten einschleimen wollen. Andrew ist tief verletzt. Frank ist von Millies Grausamkeit schockiert und will die Affäre nicht mehr fortsetzen. Stattdessen gesteht er Crocker-Harris die Liebesbeziehung und rät ihm, seine Ehe mit Millie zu beenden, da diese ihn „vergifte“. Entgegen Franks Vermutungen wusste Andrew durchaus von der Affäre, ließ sich aber in seiner Verschlossenheit nie etwas anmerken. Er bekennt, dass die Ehe von Anfang an ein Fehler war: Millie habe immer eine andere Art von Liebe als er gewollt, offenbar sie eher körperlich, er eher geistig. Frank Hunter verspricht Crocker-Harris, dass er ihn an seiner neuen Schule besuchen kommt. Schließlich erkennen Millie und Andrew, dass sie sich nichts mehr zu sagen haben und besser getrennte Wege gehen sollten. Als Millie sich am nächsten Morgen kurz von ihm verabschieden will, ist Crocker-Harris zu vertieft in seine Bücher, als dass er sie bemerkt.
Bei der Abschlussveranstaltung der Schule pocht Crocker-Harris wider Erwarten doch darauf, als älterer Lehrer die letzte Rede halten zu dürfen. Fletcher spricht zuerst und wird nach einer kurzen, flapsigen Rede mit viel Applaus verabschiedet. Für Crocker-Harris ist der Applaus zunächst nur überschaubar und er beginnt seine Rede verunsichert mit griechischen Zitaten. Nach einigem Zögern fängt er sich und bekennt ganz offen, dass es ihm leid tue, als Lehrer ein Fehler gewesen zu sein, und diese nobelste aller Professionen beschämt zu haben. Er habe den Schülern „Sympathie, Unterstützung und Menschlichkeit“ verweigert und könne sich das nicht so einfach vergeben. Diese Ehrlichkeit bringt ihm großen Applaus der Schülerschaft ein. Nach dem Ende der Veranstaltung spricht Tapley ihn an, der inzwischen seine Übersetzungsversuche des Agamemnon gelesen hatte und diese spannend fand. Crocker-Harris verspricht ihm, wieder an der Übersetzung zu arbeiten.

## Hintergrund
Zwischen Anfang der 1940er-Jahre und Mitte der 1960er-Jahre arbeiteten Autor Terence Rattigan und Regisseur Anthony Asquith an insgesamt neun Filmen zusammen und hatten nebenbei eine enge Freundschaft entwickelt. Nachdem die gemeinsame Zusammenarbeit bei Der Fall Winslow im Jahr 1948 erfolgreich verlaufen war, nahmen sie Rattigans Bühnenstück The Browning Version für eine weitere Verfilmung in den Fokus.
The Browning Version (deutscher Theatertitel Das Abschiedsgeschenk) ist eigentlich nicht viel länger als eine Stunde und wurde deshalb am Theater zusammen mit einem anderen Stück Rattigans, der Komödie Harlequinade, am 8. September 1948 uraufgeführt. In der Originalproduktion spielte Eric Portman die Hauptrolle, lehnte diese aber für die Verfilmung ab. Rattigan hatte als Drehbuchautor die Aufgabe, The Browning Version auf Spielfilmlänge zu bringen. Das Stück, das als eines von Rattigans besten gilt, endet mit dem Geschenk des Schülers Taplow an seinen Lehrer und dem Wunsch von Crocker-Harris, doch die letzte Rede halten zu wollen. Folglich ergänzte Rattigan für den Film unter anderem die Trennung des Ehepaares und die finale Rede von Crocker-Harris vor der Schulgemeinschaft. Rattigan und Asquith ging es bei The Browning Version um eine Charakterstudie eines Mannes, der seine Gefühle verstecken muss – beide hatten dabei eine Identifikation mit der sexuell impotent wirkenden Hauptfigur, so waren Regisseur und Autor homosexuell in einer Zeit, als das in Großbritannien illegal war. Zugleich enthält der Film aber auch Kritik an einem repressiven Schulsystem und macht Beobachtungen zu der Schulpolitik, in der die klassische Bildung in Griechisch und Latein allmählich der vom Chemielehrer Hunter verkörperten, modernen Naturwissenschaft weichen muss.

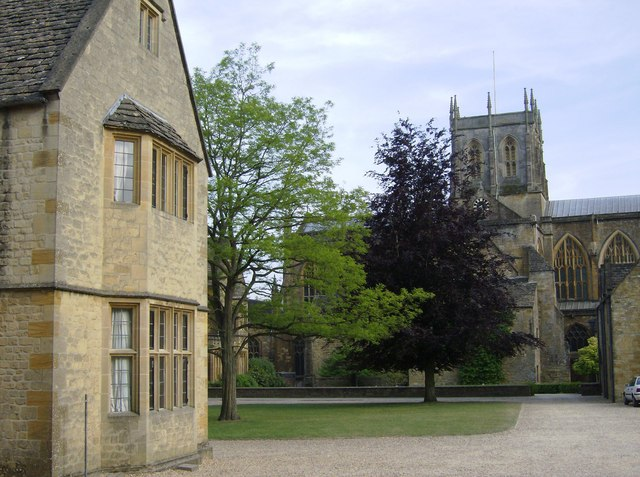
Sherborne School diente als Kulisse für den Film

Asquith wollte sofort nach seinem Besuch des Stücks einen Kinofilm daraus machen, es fiel ihm aber zunächst schwer, Filmproduzenten für das Projekt zu gewinnen. Schließlich überzeugten sie Earl St. John beim Studio Rank, der dazu sagte: „Ich habe als Manager eines Kleinstadt-Kinos angefangen, und Filme immer schon mit einem Blick außerhalb von London betrachtet. Die Erfahrung hat mich gelehrt, dass die normalen Leute in den ländlichsten Gegenden des Landes auch die Gelegenheit haben sollen, die Werke der besten modernen Dramatiker Englands zu sehen.“ Der Film entstand 1950 größtenteils in den Pinewood Studios, wobei die Sherborne School in Dorset als Kulisse für die Schule herhielt. Die Szenenbild entwarf Carmen Dillon, der spätere „Miss Marple“-Regisseur George Pollock war Asquiths erster Regieassistent.
The Browning Version wurde zu einem kommerziellen Erfolg und zählte zu den zehn erfolgreichsten Filmen an den britischen Kinokassen des Jahres 1951.

## Synchronisation
Die deutsche Synchronfassung entstand bei der deutschen Synchronabteilung von Rank in Hamburg. Das Dialogbuch verfasste Georg Albrecht von Ihering, die Synchronregie übernahm Edgar Flatau.
| Rolle                        | Darsteller       | Deutsche Synchronstimme |
| ---------------------------- | ---------------- | ----------------------- |
| Andrew Crocker-Harris        | Michael Redgrave | Walter Grüters          |
| Millie Crocker-Harris        | Jean Kent        | Dagmar Altrichter       |
| Frank Hunter                 | Nigel Patrick    | Erwin Linder            |
| Tablow                       | Brian Smith      | Walter Jacobsen         |
| Mr. Gilbert                  | Ronald Howard    | Wolfgang Schwarz        |
| Dr. Frobisher, Schuldirektor | Don Beddoe       | Carl-Heinz Schroth      |
| Mr. Fletcher                 | Bill Travers     | Werner Schumacher       |

## Auszeichnungen
Bei den Internationalen Filmfestspielen von Cannes 1951 gewann Konflikt des Herzens in den Kategorien Bester Darsteller (für Michael Redgrave) und Bestes Drehbuch (für Terence Rattigan). Bei der Berlinale 1952 wurde der Film außerhalb des Wettbewerbs gezeigt und gewann die nicht mehr vergebenen Berlinale-Preise „Bronzener Bär“ und „Kleiner Bronzeteller“. Bei den British Academy Film Awards 1952 wurde er in den Kategorien Bester Film sowie Bester britischer Film mit Nominierungen bedacht. Bei dem dänischen Filmpreis Bodil siegte Konflikt des Herzens in der Kategorie „Bester nicht-amerikanischer Film“, beim amerikanischen National Board of Review Award wurde er als einer der besten ausländischen Filme geehrt.

## Kritiken
Allgemein erhält der Film bis heute größtenteils positive Kritiken, wobei immer wieder insbesondere die Darstellung von Michael Redgrave in der Hauptrolle hervorgehoben wird. Laut Time Out sei diese „kraftvoll detailliert“, laut einem anderen Kritiker sogar „eine der besten Darstellungen der Kinogeschichte“.
André Bazin lobte den Film als Beispiel dafür, wie der britische Film „originell und frei von Einflüssen aus Hollywood“ sein könne.
Der Filmdienst schreibt knapp, aber freundlich: „Geschliffenes psychologisches Kammerspiel mit einer sensiblen Leistung in der Hauptrolle.“
In einer Minderheitsmeinung war Dave Kehr im Chicago Reader 1985 weniger angetan: „Was als Anti-Goodbye, Mr. Chips beginnt, endet, dank einiger psychologischer Streckungen, als Imitation davon.“
Der britische Filmkritiker Geoffrey Macnab machte 2006 ebenfalls einen Vergleich zu Mr. Chips, sah es aber anders: während der schüchterne Schulmeister Chips durch seine offenherzige Frau erblühe, guten Unterricht gebe und dadurch populär werde, würden Asquith und Rattigan ihrer Hauptfigur am Ende keine „Erlösung“, sondern nur „Selbsterkenntnis“ geben. Für Macnab ist der Film „sich langsam entwickelnd, unauffällig, aber von einer emotionalen Intensität, die durch das Setting an der repressiven englischen Public School nur noch intensiviert erscheint.“

## Weitere Verfilmungen
1994 entstand unter Regie von Mike Figgis eine Neuverfilmung des Stoffes mit dem deutschen Titel Schrei in die Vergangenheit, die Hauptrolle übernahm Albert Finney.
Daneben gab es gleich mehrere Fernsehadaptionen mit prominenten Hauptdarstellern: 1955 in Großbritannien mit Peter Cushing, 1959 in den USA mit John Gielgud (Regie: John Frankenheimer), 1960 in Kanada mit Maurice Evans, und 1985 in Großbritannien mit Ian Holm als Andrew sowie Judi Dench als Millie.